# Krzywica (powiat miński)
Krzywica – wieś sołecka  w Polsce położona w województwie mazowieckim, w powiecie mińskim, w gminie Siennica.
| SIMC    | Nazwa             | Rodzaj    |
| ------- | ----------------- | --------- |
| 0687149 | Stawki Krzywickie | część wsi |

Wieś szlachecka  położona była w drugiej połowie XVI wieku w powiecie garwolińskim  ziemi czerskiej województwa mazowieckiego. W latach 1975–1998 miejscowość należała administracyjnie do województwa siedleckiego.
W miejscowości znajduje się kaplica mariawicka, należąca do parafii św. Jana Chrzciciela w Cegłowie. 
Wierni Kościoła rzymskokatolickiego należą do parafii św. Stanisława Biskupa Męczennika w Siennicy.